# BBC Home Service
BBC Home Service est une ancienne station de radiodiffusion britannique de service public, active de 1939 à 1967. Elle est l'ancêtre de BBC Radio 4.
Elle diffusait notamment le jeu radiophonique My Word!.